# Gastrotheca orophylax
Gastrotheca orophylax és una espècie de granota de la família del hemipràctids. Va ser descrit William E. Duellman i Rebecca A. Pyles el 1980.
A Equador va ser una espècie molt comuna fins fa poc. Encara no s'han explicat totes les raons de l'ocàs de la població.
Viu als vessants amazòniques superiors dels Andes orientals a l'Equador (províncies de Sucumbíos, Imbabura i Carchi) i vessant oriental del Nudo de Pasto a Colòmbia (departaments de Nariño i Putumayo), a 2600 fins a 3100 m d'altitud.
A la Llista Vermella de la UICN és catalogat com a espècie vulnerable. El 2018 només hi havia quatre registres i tots s'enfronten a un greu deteriorament de l'hàbitat induït per l'espècie invasora Homo sapiens sapiens. La principal amenaça és la desforestació per al desenvolupament agrícola. No obstant això, la davallada a l'Equador segueix sense que s'explica. Podria ser relacionada amb el canvi climàtic, ja que l'espècie ha desaparegut en hàbitats verges. Per a avaluar el paper de productes fitosanitaris en la baixada de la població encara ferien menester més estudis.